# سالي راغيب
سالي راغيب ولدت في سبتمبر 1996 بجودوكا في جيبوتي. شاركت في بطولة 57 كجم للسيدات في دورة الألعاب الاولمبية الصيفية 2012.

## وصلات خارجية
- سالي راغيب على موقع الفيدرالية الدولية للجودو (الإنجليزية)
- سالي راغيب على موقع JudoInside.com (الإنجليزية)
- سالي راغيب على موقع اللجنة الأولمبية الدولية (الإنجليزية)
- سالي راغيب على موقع أوليمبيديا (الإنجليزية)